# Quiero volverte a ver
 Quiero Volverte a Ver es el séptimo álbum de estudio de la orquesta de cumbia,  Hermanos Yaipén.

## Lista de canciones
| N.º | Título                     | Escritor(es)                                          | Duración |  |
| 1.  | «Mix Juan Gabriel»         | Alberto Aguilera                                      | 4:56     |  |
| 2.  | «Quiero volverte a ver»    | Walter Yaipén                                         | 4:38     |  |
| 3.  | «Probablemente»            | Christian Nodal                                       | 3:36     |  |
| 4.  | «Cásate conmigo»           | Silvestre Dangond, Nick Rivera                        | 3:39     |  |
| 5.  | «El amor te da y te quita» | Walter Yaipén                                         | 4:05     |  |
| 6.  | «Despacito»                | Erika Ender, Luis Alfonso Rodríguez, Ramón Ayala      | 3:42     |  |
| 7.  | «Tu falta de querer»       | Monserrat Bustamante Laferte                          | 4:14     |  |
| 8.  | «Tributo a Lisandro Meza»  | Lisandro Meza                                         | 5:29     |  |
| 9.  | «Cómo lo hizo»             | Herlmer Ávila, Antonio Mercado                        | 3:14     |  |
| 10. | «Tributo a Los Ecos»       | Edilberto Cuestas, Manuel Mantilla                    | 4:57     |  |
| 11. | «El aumento»               | Jorge Nuñez                                           | 3:28     |  |
| 12. | «Mix Pa' Gozar»            | Juan Carlos Noroña, Hugo Almanza, Leopoldo de la Cruz | 5:39     |  |
| 13. | «Será la última vez»       | Javier Yaipén                                         | 3:43     |  |
| 14. | «Me voy pa' Macondo»       | Rodolfo Aicardi                                       | 4:07     |  |